# Huub Keijbets
Huub Keijbets (4 mei 1940) is een voormalige Nederlandse voetballer die bij voorkeur als middenvelder speelde.

## Spelerscarrière
Keijbets kwam uit voor SVM en Geleen-Quick'08, alvorens hij in 1964 de overstap maakte naar het betaald voetbal. Hij maakte drie jaar deel uit van de selectie van eerst Sittardia en later Fortuna '54, waar zijn optredens beperkt bleven tot het tweede elftal. In 1967 haalde de Geleense trainer Jean Janssen hem over om de overstap te maken naar FC VVV, waar hij zich voegde bij drie andere voormalige Fortuna-spelers (Sef Horsels, Jo Pepels en Leo Raats) die daar al onder contract stonden. Op 27 augustus 1967 maakte hij namens FC VVV zijn profdebuut tijdens een thuiswedstrijd tegen Blauw Wit (1-1), als invaller voor Leon Segers. Maar ook bij de Venlose eerstedivisionist slaagde de middenvelder er niet in om een vaste plek in de hoofdmacht te veroveren. Een jaar later keerde Keijbets terug naar Geleen, waar hij nog enkele jaren in het eerste elftal van Geleen-Quick'08 speelde.	

## Statistieken

### Clubstatistieken
| Seizoen         | Club            | Competitie      | Competitie | Competitie | Beker | Beker | Play-off | Play-off | Totaal | Totaal |
| Seizoen         | Club            | Competitie      | Wed.       | Dlp.       | Wed.  | Dlp.  | Wed.     | Dlp.     | Wed.   | Dlp.   |
| --------------- | --------------- | --------------- | ---------- | ---------- | ----- | ----- | -------- | -------- | ------ | ------ |
| 1964/65         | Sittardia       | Eredivisie      | 0          | 0          | 0     | 0     | —        | —        | 0      | 0      |
| 1965/66         | Fortuna '54     | Eredivisie      | 0          | 0          | 0     | 0     | —        | —        | 0      | 0      |
| 1966/67         | Fortuna '54     | Eredivisie      | 0          | 0          | 0     | 0     | —        | —        | 0      | 0      |
| 1967/68         | FC VVV          | Eerste divisie  | 4          | 0          | 0     | 0     | 0        | 0        | 4      | 0      |
| Carrière totaal | Carrière totaal | Carrière totaal | 4          | 0          | 0     | 0     | 0        | 0        | 4      | 0      |